# Улица Гагарина (Сочи)
У́лица Гага́рина — улица в микрорайоне Гагарина в Центральном районе города Сочи, Краснодарский край, Россия.

## Расположение
Проходит по пологой пойме правого берега реки Сочи.

## История
Улица заложена в конце 1950-х как главная магистраль микрорайона на пустыре, составлявшем лётное поле Сочинского аэродрома. 20 апреля 1961 переименована в честь первого в мире человека, полетевшего в космос. На улице расположен Гагаринский сквер, где Ю. А. Гагарин 15 мая 1961 посадил Гималайский кедр. Здесь же стоит бюст космонавта, поставленный в 1975, стоявший первоначально напротив сквера, возле стоящего там кинотеатра «Родина». В 2010—2013 построена двухуровневая дорожная развязка на месте пересечения с Донской улицей.

## В искусстве

### В поэзии
Бризами солёными обшарена

Площадь за листвой, невдалеке —

Я живу на улице Гагарина

В пальмовом приморском городке

Строго её не помнят имени

Вот уже пятнадцать дней подряд…

На углах, под литерами синими,

До утра влюблённые стоят.

Море день встречает тихим рокотом,

И с рассвета слышно далеко

Как в тележке проволочной с грохотом

Вдоль домов развозят молоко.

Почтальон по маршам лестниц шаркает

С кипою различных новостей.

Вот уже звенят над тишью парковой

Голоса играющих детей.

Шевелит им чёлки ветер ласковый

Руки ловко что-то мастерят…

Сколько ж новых улиц будет названо

Именами этих вот ребят!
В. Зорин, 1961

## Пересекает улицы
- Улица Чайковского (Сочи)
- Донская улица (Сочи)
- Подгорный переулок (Сочи)

## Достопримечательности
- Памятник Юрию Гагарину (Сочи)

### Примечательные здания
- № 59 — Сочинский хлебокомбинат

## Транспорт
- По улице ходят автобусы и маршрутные такси № 7, 8, 25, 35, 94.